# Топонимия Калужской области

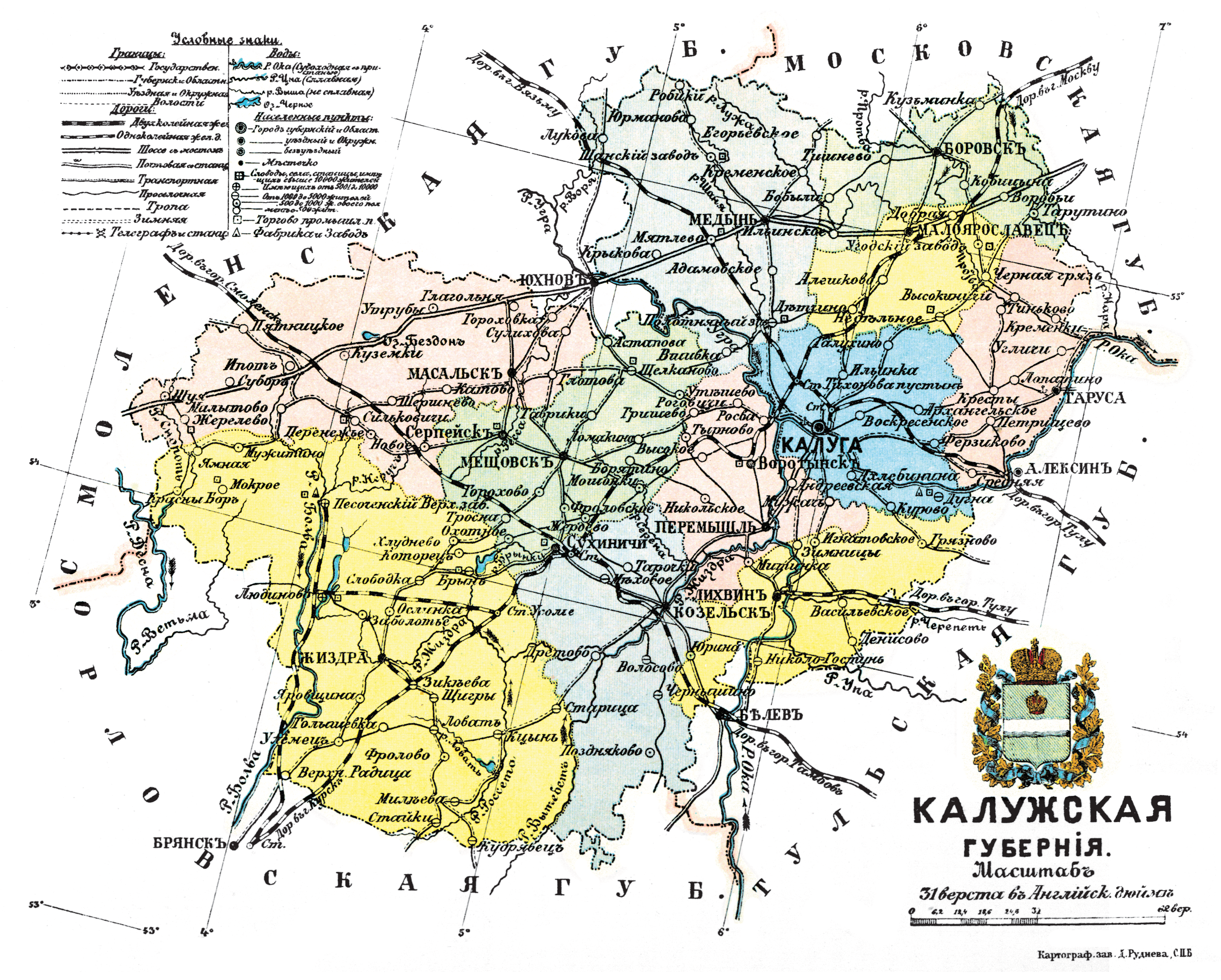
Карта Калужской губернии (1913 г.)

Топонимия Калужской области — совокупность географических названий, включающая наименования природных и культурных объектов на территории Калужской области.
В 1719 году по указу Петра I «Об устройстве губерний и об определении в оныя правителей» была образована Калужская провинция в составе Московской губернии. В ноябре 1775 года деление губерний на провинции было отменено, и в 1776 году в ходе административной реформы Екатерины II было учреждено Калужское наместничество, включившее в себя территорию бывшей Калужской провинции Московской губернии и часть Брянского уезда Белгородской губернии. В 1796 года на основании указа Павла I Калужское наместничество было преобразовано в Калужскую губернию. Калужская губерния существовала в 1796—1929 годах. Постановлением Президиума ВЦИК «Об образовании на территории РСФСР административно-территориальных объединений краевого и областного значения» от 14 января 1929 года с 1 октября 1929 года Калужская губерния была упразднена. Территория Калужской губернии вошла в состав Калужского округа Центрально-Промышленной области и Сухиничского округа Западной области. После освобождения территории от фашистских захватчиков в ходе ВОВ Указом Президиума Верховного Совета СССР от 5 июля 1944 года образована Калужская область. С тех пор наименование региона не менялось.

## История формирования
Согласно схеме топонимического районирования В. А. Жучкевича, Калужская область относится к топонимическому району Север Центра европейской части России. По мнению большинства исследователей, в этом регионе можно выделить 3 основных топонимических пласта:1) волго-окский (неясного происхождения) 2) финно-угорский и 3) славянский (новейший). Соотношение топонимов этих пластов неодинаково: по оценке В. А. Жучкевича, в названиях поселений русские составляют не менее 85-90 %, финно-угорского происхождения — 8-10 %, другие — 3-5 %.
Значительное число ойконимов юго-западной части области образовано при помощи суффикса -ичи: Бышковичи, Думиничи, Сухиничи, Хвастовичи и т. д. — всего 35 наименований такого типа. Большинство из них расположено в Куйбышевском, Кировском, Сухиничском и Хвастовическом районах. Подобные названия заметны также в Белоруссии и в соседних областях — Брянской, Орловской, Смоленской. Суффикс -ичи издавна служил как для образования названий восточно-славянских племен (вятичи, кривичи и др.), так и жителей какого-либо населенного пункта (москвичи, тверичи). Многие названия поселений на Руси произошли от личного имени того или иного лица, чаще всего основателя рода, владельца или первоначального поселенца периода русского средневековья. В таком случае суффикс -ичи присоединяется к собственному имени и на этой базе оформляется название поселения. Это характерная черта топонимии феодально-помещичьего периода: наименования подавляющего большинства сел и деревень по фамилиям, именам и прозвищам первых владельцев. В «Словаре древнерусских личных собственных имен» Н. М. Тупикова собраны имена и отчества, которые лежат в основе наименований Калужской области с суффиксом -ичи: Думиничи, Сухиничи, Хвастовичи и т. п..

## Состав
По состоянию на 19 декабря 2023 года, в Государственном каталоге географических названий в Калужской области зарегистрировано 4357 названий географических объектов, в том числе — 3219 названий населённых пунктов. Ниже приводятся списки топонимов крупнейших природных объектов и населённых пунктов области с указанием их вероятной этимологии.

### Гидронимы
- Вытебеть — по мнению В. Н. Топорова, название Вытебети имеет балтское происхождение и родственно названиям города Витебска и реки Витьбы (одна из засвидетельствованных форм названия Вытебети — Витебеть). Топоров обратил внимание, что в ближайшем соседстве с Вытебетью встречаются названия-«дубли» типа речка Средняя, и рядоположил название Вытебети с литовскими и латышскими гидронимами типа Vid-up- «Средняя река»[4].
- Жиздра — гидроним балтийского происхождения: ср. лит. zizdras (zvirgdas) — «крупный песок, гравий»[5].
- Ока — по мнению М. Фасмера, название Ока родственно гот. aƕa «река», др.-в.-нем. aha, ср.-в.-нем. ahe «вода, река», нов.-в.-н. Аа — название реки в Вестфалии, Швейцарии; лат. aqua «вода»[6]. Согласно версии Х. Краэ, славяне адаптировали субстратный гидроним «древнеевропейского» типа: Ока ← aqṷā «вода»[7][8]. Гипотеза В. Н. Топорова о происхождении гидронима Ока из балтийских языков основывается на сопоставлении названия Ока с рядом литовских названий озёр и латышских микрогидронимов, образованных из лит. akis, латыш. acis, akacis — «1) незамерзающее место в реке, озере, болоте; 2) прорубь; 3) небольшое открытое пространство воды в зарастающем озере или болоте; 4) бьющий из глубины ключ; 5) глаз»[9].
- Протва — происхождение и значение гидронима остаются неясными. Был выдвинут ряд версий:[10]. Версию о славянском происхождении выдвинул В. А. Никонов, ссылаясь на наличие формы Поротва в духовных и договорных грамотах великих князей Руси XIV—XVI веков, но достоверных доводов представлено не было. По мнению М. Фасмера, название происходит из *Пърты, которое он сопоставляет с авест. pǝrǝtu «проход, брод, мост», лат. portus «гавань, убежище», лат. porta «ворота, дверь»[11]. По версии В. Н. Топорова, происхождение гидронима- балтийское с соответствиями в прусском и литовском языках. В пользу этой версии говорит общность подмосковно-балтийского ареала гидронимов на -ва и упоминание в Лаврентьевской летописи о проживании в бассейне реки балтоязычного племени голядь.
- Угра — происхождение гидронима окончательно не выяснено, хотя большинство исследователей считают его балтизмом и соотносят с аналогичными названиями и апеллятивами на балтийских языках. М.Фасмер сравнивает его с латышским Uogre (в бассейне Западной Двины) и литовским Ungurupe, образованным от апеллятива в значении «река угрей». Не исключает он и другой балтийский источник с начальным v и видит его в древнепрусском Vangrape, литовском Vingris — «изгиб». Этот апеллятив приводится и в книге Л. Г. Невской: Vingris — «изгиб реки, излучина». В. Н. Топоров также считает Угру балтизмом в контексте с литовскими Ugra и Ugr в бассейне Западной Двины[12].
- Лужа — название связано с географическим термином лужа — «яма, заполненная водой; небольшое болотце; мокрое болотное место; залив реки; озерко; застойная вода»[13].
- Шаня — форма гидронима с окончанием «-ня» характерна для южного Подмосковья[14]
- Рессета — название может происходить от одного из корней «реса», «ряса» — мокрое место, топь, «рассоха» — разветвление, развилок реки, «роса» — жидкость[15]. Происхождение гидронима, скорее всего, такое же, как у реки Рессы, тоже протекающей в Калужской области[16].
- Серёна — этимология не установлена.
- Суходрев — этимология точно не установлена, есть предположение о балтском происхождении.
- Таруса — по оценке Е. М. Поспелова, гидронимическая основа тар характерна для зоны древнего балтийского расселения (ср. реки Таруса, Тарусна, Тарушкай и др.)[17].

### Ойконимы
- Балабаново — в основе топонима прозвище Балабан или образованная от него фамилия Балабанов, известная в документах XVI века (Балабанов Постник Иванович, 1585 г.). Её соотносят со словами болабан, балобан, имевшими значения «большой сокол», «жеребец», или «балбес, болван». Эти значения сохраняются и в современных диалектах: балабан — «глупец, болван, глупый, неотесанный человек» или «птица семейства соколиных, большой сокол, предназначенный для травли зайцев»[18].
- Белоусово — этимология не установлена.
- Боровск — название связано с тем, что он возник в бору, который частично сохранился до нашего времени. Слово «бор» может означать не только «сосновый или еловый лес», но и иметь значение «смешанный лес», «лиственный лес»; «песчаное место»; «возвышенное сухое место среди болот»[19]. По оценке Г. П. Смолицкой, слово «бор» стало основой топонима в значении «большой сосновый или еловый лес, растущий на сухом возвышенном месте»[20].
- Ермолино — в основе топонима, вероятно, фамилия первопоселенца или владельца — Ермолин, образованная от христианского личного мужского имени Ермола (Ермолай), что соответствует и словообразованию: наличие суффикса -ин. Исследования некоторых учёных дают повод видеть в основе этой фамилии тюркское личное мужское имя Ермола (ср. фамилию Ермолов), в котором Ер- значит «мужчина, герой, мужественный» и молла (от мулла) — «ученый, священнослужитель, учитель закона»[21].
- Жиздра — от одноимённого гидронима (см.).
- Жуков — селение основано в начале XVII века, с 1656 года — село Угодский 3авод. Название по расположению на реке Угодка (приток реки Протва), завод по существовавшему до 1780 года железоделательному заводу. Гидроним неясен, может быть от русского угода, угодье — «всё, что дано природой или приспособлено человеком для насущной потребы: поля, леса, луга, реки…» [В. И. Даль]. В 1974 году — село Жуково в честь маршала Г. К. Жукова, родившегося в деревне Стрелковка этого района. В 1996 году село Жуково и рабочий посёлок Протва объединены в город Жуков[22].
- Калуга — упоминается в грамотах XIV века как Колуга. Название из древнерусского калуга — «болото, трясина». В говорах сохранились и другие значения, в частности, в Калужской области — «полуостров», что непосредственно относится к названию города: Симеоново городище, место, где возник в XIV веке город, находится на полуострове, образованном рекой Ячейкой. В начале XVI века крепость была перенесена на 3 км к югу на берег Оки[23].
- Киров — возник в 1745 году как село Песочня, названное по характеру грунта. В 1936 году преобразовано в город Киров в память о советском партийном деятеле С. М. Кирове[24].
- Козельск — упоминается в летописи под 1146 годом как Козельск. Древность названия позволяет предполагать образование его как притяжательного прилагательного с суффиксом -ск от прозвищного имени Козел. Менее вероятны версии, предполагающие связь с названием животного козёл или с козёл — «строение в поле для собранного хлеба; стропила»[25].
- Кондрово — первоначально селение Кондырево, вотчина воеводы Дмитрия Кондырева, пожалованного за поход на Литву в 1500—1501 годах землями на реке Шане. Форма Кондрово входит в обиход лишь в 40-х годах XIX века. С 1938 года — город Кондрово[26].
- Кремёнки — этимология не установлена.
- Людиново — название, вероятно, от фамилии Людинов (основа людин — «простолюдин, мирянин») который, видимо, основал это селение. По легенде, известный заводчик Демидов построил здесь в 1755 году железоделательный завод и привёз сюда рабочих, то есть «людей новых», нездешних, что и стало основой номинации. По мнению Г. П. Смолицкой, принять эту версию невозможно, поскольку название села Людиново известно в источниках с 1678 года, а завод возник значительно позже в 5 километрах от Людинова, жители которого были переселены на завод. Статус города с 1938 года[27].
- Малоярославец — по версии, идущей от Н. М. Карамзина, город основан в конце XIV — начале XV веков князем Владимиром Андреевичем Храбрым и назван им Ярославец по имени его сына Ярослава (в православии — Афанасий). Форма с уменьшительным суффиксом -ец применена для отличия от других, возникших ранее ойконимов, образованных от того же имени (город Ярослав в Галицкой земле, 1152 год; Ярославль на Волге, 1010 год). По-видимому, одного суффиксального противопоставления со временем стало недостаточно, и оно усиливается включением в название определения малый; образованный в 1776 году уездный город уже официально называется Малый Ярославец[28].
- Медынь — существует две версии относительно названия города[29][30]. 1) Город назван по реке (совр. Медынка). Согласно В. Н. Топорову, название реки является балтским по происхождению (ср. лит. medė «лес», medis «дерево», medynas «древостой») и принадлежит наследию балтского племени голядь, которое в летописях упоминается последний раз под 1147 годом. 2) В. Н. Топоров также в качестве народно-этимологического объяснения упоминает слово «мёд»[31].
- Мещовск — город существует, предположительно, с XIII века. Ранние формы его названия:Мезеческ, Мезецеск, Мезеск и др. М.Фасмер считал это название «тёмным словом». М. А. Ююкин предполагает образование названия от гидронима с основой мез-, которую возводит к индоевропейской основе meighio и сравнивает со словенским mzi, mazi — «течёт»[32].
- Мосальск — впервые упоминается под 1231 годом как Масальск. Название, по-видимому, от антропонима балтийского происхождения: ср. латышское masala — «овод»[33].
- Обнинск — в 1956 году посёлок строителей и работников атомной электростанции преобразован в город с названием Обнинск, по наименованию близлежащей железнодорожной платформы Обнинское. Название платформы происходит от фамилии Обнинских, владевших в прошлом веке землями, по которым прошла железная дорога[34].
- Сосенский — этимология не установлена.
- Спас-Деменск — вероятно, название города происходит от церковного праздника Спас — просторечная форма от «спаситель» и личного имени Демьян[35].
- Сухиничи — образован в 1840 году, название от прозвищного имени Сухина с патрономическим суффиксом -ич (ср. также помещики Сухинины в соседнем Белёвском уезде)[36].
- Таруса — название от гидронима реки Таруса (ранее Торуса, также Таруска), на которой был основан[17].
- Юхнов — название от личного имени Юхно (производное от Юрий). С 1777 года — город Юхнов[37].